# Mesdžid sultana Selima Javuza
Mesdžid sultana Selima Javuza, bila je islamska bogomolja u Mostaru. Smještena je neposredno uz Stari most i lijevu obalu Neretve. Mesdžid je izgrađen za vrijeme vladavine sultana Selima Javuza u njegovu čast. 

## Povijest
Mesdžid sultana Selima Javuza, nalazi se na mjestu gdje su udareni prvi temelji Mostaru, a u njemu su pretežno klanjali vojnici koji su stražarili u kulama na Starom mostu i čuvali ga od moguċih vojnih napada. Prvobitni izgled mesdžida i godina gradnje sa sigurnošću se ne može utvrditi. Objekat je više puta prepravljan pa je na taj način izgubio gotovo sve od svoga prvobitnog izgleda. Zadnji radovi na mesdžidu potječu iz 1882. godine. Posmatran s povijesne strane, mesdžid ima velik značaj jer se nalazi u sastavu aglomeracije Starog mosta. Most je dugo vremena služio kao minaret ove džamije i s njegovog vrha učio se ezan. Od njega je bila jedino starija Sinan-pašina džamija koja je srušena 1949. godine. Prilikom prolaska kroz Mostar 1664. godine, poznati osmanski putopisac Evlija Čelebija je u svome putopisu naveo mesdžid koji je podigao sultan Sulejman han. Mesdžid je zaista sagrađen za vrijeme vlade Selima I. Javuza, jer se on u svim drugim izvorima naziva "sultan Selim Javuzov mesdžid".
Prilikom zidanja mesdžida iskopan je pod njim oko pet metara dubok podrum koji je, po svoj prilici, služio kao vojno skladište. Kad je 1676. godine podignuta u blizini mesdžida kula barutana podrum je, izgleda ispražnjen i on od tada ne služi namijenjenoj svrsi. Postojala je namjera da se ovdje podigne jedna impozantna džamija s kupolom i visokom kamenom munarom. Izgrađen je i plan za podizanje te džamije iz koga saznajemo da je ona trebala u tlocrtu imati oblik kvadrata sa stranicom 8,10 metara koja bi bila pod kupolom i imala bi tri male kupole nad predvorjem i uz desni zid osmougaonu kamenu munaru visoku 25 metara. Zemaljska vlada za Bosnu i Hercegovinu doznačila je svojim aktom broj 75.959/1 od 13. svibnja 1903. godine iznos od 7.500 kruna "za preinačavanje sultan Selimove džamije kraj Starog mosta i, prema planu izvesti".
Ova džamija vjerovatno nije imala nikakvog vakufa, nego se izdržavala iz državnih sredstava. Za plaćanje njenih službenika određeno je bilo ubiranje desetine od četiri sela u mostarskom okrugu. Desetina od Dobrča pripadala je imamu, desetina od Hrasna mujezinu, desetina od Pologa ferašu i desetina od Vihovića kajimu. Tako je bilo sve do polovine prošlog stoljeća kada je u Mostar došao vakufski inspektor Penafi i sve ovo ukinuo, a samo imamu odredio po 3.000 groša plate godišnje. Za vrijeme osmanske uprave država je opravljala ovu džamiju, a to je kasnije činila i austrougarska uprava i plaćala imamu po 270 forinti plate godišnje.
Od polovine 18. stoljeća, imamsku dužnost u ovoj džamiji vršili su članovi porodice Gluhića. Za vrijeme vladavine Omer-paše Latasa, za imama ove džamije dekretom je postavljen Omer ef. Gluhić koji je tu dužnost obnašao sve do svoje smrti 1884. godine. Od 1884. do 1892. godine imamom ove džamije bio je sin mu Hafiz Muhamed efendija. Posljednji imam ove džamije bio je Salih ef. Novo koji je tu dužnost vršio sve do njenog zatvaranja 27. prosinca 1932. godine.
Zavod za zaštitu spomenika kulture u Mostaru počeo je šezdesetih godina prošlog stoljeća sa konzervatorskim i restauratorskim radovima na ovom objektu kao značajnom historijskom spomeniku. Srušena su samo dva dućana u njegovom predvorju koja su ovdje sagrađena 1924. godine. Tom prilikom je pronađen podrum pod mesdžidom za koga se znalo još od 1892. godine kada su se počeli kopati temelji za podizanje jednog dućana uz njegov lijevi zid.

## Vanjske povezice
- Selim Javuzov mesdžid u Mostaru